# Carolina Pantani
Carolina Pantani (Cesena, 29 dicembre 1980) è un'ex cestista italiana.

## Carriera
Dopo gli esordi con la maglia della sua città si trasferisce a Cervia dove disputa i campionati di serie B con l'Hellas Cervia e l'A2 con la Copura Ravenna. Ha militato anche a Reggio Emilia, Ancona, Schio, Siena, La Spezia, Orvieto. Ha disputato due All-Star Game di serie A2 ed una finale di Coppa Italia di A2 (16 punti).